# Eczemothea
Eczemothea is een kevergeslacht uit de familie van de boktorren (Cerambycidae). De wetenschappelijke naam van het geslacht werd voor het eerst geldig gepubliceerd in 1926 door Schwarzer.

## Soorten
Eczemothea is monotypisch en omvat slechts de volgende soort:
- Eczemothea pustulifera Schwarzer, 1926